# Асеевский сельский совет
Асеевский сельский совет — входит в состав Балаклейского района Харьковской области Украины.
Административный центр сельского совета находится в селе Асеевка.

## История
- 1918 — дата образования.

## Населённые пункты совета
- село Асеевка
- село Новониколаевка
- село Поповка
- посёлок Слобожанское
- село Соколовка
- село Успенское

### Ликвидированные населённые пункты
- село Шопенка